# 起終点駅 ターミナル
『起終点駅 ターミナル』は、桜木紫乃による2012年刊行の小説短編集であり、その表題作である。釧路市ほか北海道を舞台とする。表題作は2015年に映画化された。

## 収録作
- かたちないもの
- 海鳥の行方
- 起終点駅（ターミナル）
- スクラップ・ロード
- たたかいにやぶれて咲けよ
- 潮風（かぜ）の家

## 書誌情報
- 単行本 - 2012年4月16日、小学館、ISBN 9784093863186
- 文庫本 - 2015年3月6日、小学館文庫、ISBN 9784094061369

## 映画
『起終点駅 ターミナル』は、2015年11月7日公開の日本映画である。監督は篠原哲雄。映画化に伴い大幅に脚色されている。北海道釧路市を舞台とする。
第28回東京国際映画祭のクロージング作品である。
かつて愛した女性を死なせた罪を背負い、国選弁護のみを引き受けながらひっそりと暮らす鷲田と、弁護を通じ出会う椎名を描く作品。原作で特徴的だった鷲田の料理の手練に椎名が感心する場面は、映画でも効果的に使われている。作中では詳細に言及されない椎名の生い立ち等を収録した「本田翼 in 『起終点駅 ターミナル』」が公開前の9月に発売されている。

### あらすじ
鷲田完治は２５年前、不倫相手を自殺で失い、それが元で離婚。裁判官の職も辞し、釧路でひっそりと国選弁護人として生きていた。４歳で別れたきりの息子が結婚すると聞いても、連絡を取ろうともせず、世捨て人のように孤独に生きる完治。
完治が執行猶予にした若いホステスの敦子が、完治の家に押しかけて来た。恋人の行方を捜して欲しいと訴える敦子。敦子はその男から譲られた覚せい剤で逮捕されたのだ。依頼は断ったものの、成り行きで敦子に手作りの朝食を振舞う完治。
数日後、完治の家を再訪した敦子は、高熱を出し、そのまま寝込んでしまった。病み上がりの敦子を実家まで送って行く完治。しかし、長く音信不通だった実家の両親は他界し、家は無人で荒れ果てていた。その家に隠れ、覚せい剤で意識不明になっている敦子の恋人。
危ういところで恋人の命を救う完治と敦子。どうしようもない男に見切りをつけた敦子は、再出発を誓い、旅立って行った。天涯孤独でもめげない敦子に影響されて、完治もまた、生きる気力を取り戻していた。

### キャスト
- 鷲田完治 - 佐藤浩市

元裁判官の弁護士
- 椎名敦子 - 本田翼

孤独を背負い人生に迷う女性。
- 大下一龍 - 中村獅童
- 森山卓士 - 和田正人
- 大村真一 - 音尾琢真
- 南達三 - 泉谷しげる
- 結城冴子 - 尾野真千子
- 山田悠介、橋爪淳、岸博之、池田道枝、松熊信義 ほか

### スタッフ
- 原作 - 桜木紫乃 「起終点駅 ターミナル」
- 監督 - 篠原哲雄
- 脚本 - 長谷川康夫
- 音楽 - 小林武史
- 主題歌 - My Little Lover 「ターミナル」
- 撮影 - 喜久村徳章
- 照明 - 長田達也
- 美術 - 金田克美、中山慎
- 衣装デザイン - 黒澤和子
- 録音 - 尾崎聡
- 編集 - 阿部亙英
- 脚本協力 - 飯田健三郎、牟田桂子
- 法律監修 - 秋山洋（柳田国際法律事務所）
- VFX・ラボ - IMAGICA
- スタジオ - 東映東京撮影所
- 撮影協力 - 北海道ジェイ・アール・エージェンシー、ジェイ・アール道東トラベルサービス、北海道釧路総合振興局、釧路市、帯広市、白糠町、厚岸町、鶴居村、北海道教育大学釧路校 ほか
- 特別協力 - 北海道旅客鉄道
- 特別協賛 - AIRDO
- 助成 - 文化庁文化芸術振興費補助金
- プロデューサー - 柳迫成彦、男全修二、加藤悦弘、備前島幹人、芳賀正光
- 配給 - 東映
- 制作プロダクション - デスティニー
- 製作 - 「起終点駅 ターミナル」製作委員会（東映、木下グループ、小学館、東映ビデオ、ポニーキャニオン、エネット、MTRインベストメント、Brillia、ケイシイシイ、いなべエフエム、北海道テレビ放送、北海道新聞社、デスティニー）

### 受賞歴
- 第40回報知映画賞 主演男優賞（佐藤浩市）[3]
- 第39回日本アカデミー賞 優秀主演男優賞（佐藤浩市）[4]